# Dardeh
Dardeh (persiska: درده) är en ort i Iran.   Den ligger i provinsen Alborz, i den norra delen av landet, 40 km norr om huvudstaden Teheran. Dardeh ligger 1 962 meter över havet och antalet invånare är 227.
Terrängen runt Dardeh är bergig åt nordväst, men åt sydost är den kuperad. Dardeh ligger nere i en dal. Runt Dardeh är det mycket tätbefolkat, med 4 343 invånare per kvadratkilometer. Närmaste större samhälle är Āsārā, 6,2 km väster om Dardeh. Trakten runt Dardeh består i huvudsak av gräsmarker.